# Leptataspis testaceicollis
Leptataspis testaceicollis är en insektsart som beskrevs av Schmidt 1911. Leptataspis testaceicollis ingår i släktet Leptataspis och familjen spottstritar. Inga underarter finns listade i Catalogue of Life.